# Сосновка (платформа)
Сосновка — остановочный пункт Челябинского региона Южно-Уральской железной дороги, на участке Полетаево I — Челябинск-Главный.
До Челябинск-Главный — 13 км, до Полетаево I — 13 км.
Осуществляется посадка и высадка пассажиров на (из) поезда пригородного и местного сообщения. Прием и выдача багажа не производятся.